# Potraga za zmajem
Pour plus de détails, voir Fiche technique et Distribution.
Potraga za zmajem (lit. La quête du dragon) est un film de guerre croate en noir et blanc réalisé par Jane Kavčič en 1961.

## Synopsis
Alors qu'il fuient le régime des Oustachis, Marko et Nada se découvrent peu à peu un amour mutuel. Mais lorsque Marko se retrouve blessé après être sorti de l'abri et avoir saboté du matériel ennemi, Nadia va l'aider pour qu'ils échappent tous deux à leurs poursuivants  ,,

## Fiche technique
Sauf indication contraire, les informations mentionnées dans cette section peuvent être confirmées par la base de données cinématographiques IMDb,  présente dans la section « Liens externes ».
- Titre original : Potraga za zmajem
- Titre anglais : Chasing the Dragon
- Réalisation : Jane Kavčič
- Scénario :  Slavko Goldstein et Žika Mitrović
- Musique : Branimir Sakač
- Photographie : France Cerar
- Son : Franjo Jurjec
- Décors : Marko Lipuzic
- Costumes : Oto Reisinger
- Pays de production :  Yougoslavie
- Genre : Film de guerre
- Durée : 82 minutes

## Distribution
Sauf indication contraire, les informations mentionnées dans cette section peuvent être confirmées par la base de données cinématographiques IMDb,  présente dans la section « Liens externes ».
- Ivica Pajer : Marko
- Jelena Bjeličić : Nada
- Zlatko Madunić : Mile
- Janez Čuk
- Primož Rode : Bosko
- Velimir Gjurin : Stevo